# Reparació per excisió de base

Etapes bàsiques de la reparació per excisió e base

En la bioquímica i en la genètica, la Reparació per excisió de base, en anglès:base excision repair (BER), és un mecanisme cel·lular que repara l'ADN danyat a través del cicle cel·lular a un únic nucleòtid causats per oxidació, alquilació, hidròlisi o desaminació. És un mecanisme de reparació de danys a una sola base d'ADN. Aquest dany és reparat per la simple eliminació de la base, seguit de l'escissió de desoxirribosa, i una nova síntesi.que repara danys. La base és eliminada per la glicosilasa i finalment substituïda per síntesi de reparació per l'ADN ligasa.
En aquest procés, una ADN glicosilasa elimina la base danyada i una endonucleasa escindeix la desoxirribosa. Una ADN polimerasa omple l'espai alliberat de nou utilitzant la base oposada com a plantilla.
L'últim pas en aquest procés també s'utilitza per a la reparació de fractures simples de la cadena d'ADN.